# 동당 전투
동당 전투(Battle of Đồng Đăng, 1885년 2월 23일)는 청불 전쟁에서 벌어진 전투로 프랑스의 중요한 승리였다. 이 전투는 동당 마을의 이름을 따서 명명되었으며, 그곳은 통킹 최북단에 위치해 있어서 청나라와 베트남의 국경에 가까운 곳이었다.

## 배경
이 전투는 랑선 원정(185년 2월 3일 ~ 2월 13일)의 부속으로 치러진 전투이며, 프랑스는 랑선에서 광서군 기지를 점령했다.
2월 16일, 통킹 원정군의 사령관인 루이 브리에르 드 리즐 장군은 로랑 조바니넬리의 제1여단과 함께 랑선을 떠나 투옌꽝의 포위망을 해제시켰다. 출발하기 전에, 리즐 장군은 2여단과 함께 랑선에 머물러 있는 드 네그리에 장군에게 청나라 국경을 향해 밀고 나가, 광서군 잔당을 통킹 땅에서 추방하도록 명령했다. 2여단에게 식량과 탄약을 재보급한 이후, 드 네그리에는 동당의 광서군을 공격하기 위해 진군했다.

## 병력 규모
1885년 2월, 드 네그리에의 2여단은 2,900명 미만의 인원을 기록했다. 여단의 전투 부대는 다음과 같았다.
- 제3 행군 연대 (중령 에르빈제)
  - 보병 대대 23분대 (중령 고다르)
  - 보병 대대 111분대 (대대장 포르)
  - 보병 대대 143분대 (대대장 파레)
- 제4 행군 연대 (중령 도니에르)
  - 외인부대 2대대 (대대장 디구에)
  - 외인부대 3대대 (중령 쇼에프)
  - 아프리카 경보병 2대대 (대대장 세르비에르)
- 1대대, 통킹 소총 1연대 (대대장 조나 라깔르)
- 포병대 3개 포대(대위 로페, 드 싹시, 마르탱)

드 네그리에는 에르빈제 대대의 3개 분대, 2개의 외인부대 - 통킹 소총병 1개 중대와 로페(Roperh)와 드 싹시(de Saxcé)의 포병대 중대-와 함께 동당으로 진군했다. 세르비에르(Servière)의 아프리카 2대대는 랑선과 여단 보급선을 뒤의 추(Chu)까지 지키기 위해 남겨졌다. 마르탱(Martin)의 포병대도 랑선에 남아있었다.

## 청나라 진지
청나라군은 만다린 로드의 서쪽에 300미터 높이로 솟아 있는 석회암 고원을 중심으로 극강의 요새를 세웠다. 석회암 고원은 정북으로 동당에서 청나라 관문까지 뻗어 청나라 본토까지 펼쳐져 있었다. 이 대산괴는 동당을 내려다보고 있으며, 청나라 관문으로 접근할 수 있는 곳이고, 남동쪽으로 깎아 지른 절벽 면을 제공하고 있었다. 서쪽 면으로만 올라갈 수 있었으며, 청나라군은 동당 뒤의 그 정상에서 공격자가 기어 올라와야 할 가파른 서쪽 경사면을 통제하면서 안전한 포병 진지를 구축했다. 정상에는 여러 개의 보병 진지와 여러 개의 포대가 세워져 있었다.
청나라 진지의 왼쪽은 만다린 로드 동쪽으로 언덕을 따라 똑바로 놓여 있었다. 그곳에는 석회암 대산괴 위에 솟아난 보병과 포병 진지로 덮여 있었다. 이들 진지는 대산괴 자체가 청나라군 수중에 있는 한 정면 공격에 대해서는 상당히 안전했다. 대산괴를 공격할 수 있는 진지에 도달하려면, 프랑스군이 먼저 곧바로 이어지는 동당을 차지해야만 가능했다. 청나라군은 우익을 동당 내부와 주변에 배치해 두었다. 작은 저지대는 청나라 진지의 약점이었다. 그러나 청나라군은 동티엔과 포부, 그리고 탓케 골짜기를 내려다보며, 서쪽의 언덕에 세 개의 튼튼한 포대를 건설함으로써, 그것을 강화하기 위해 할 수 있는 일을 하였다. 이러한 강점을 가진 ‘서구식 요새’는 동당 자체를 포함하는 방어선으로 연결되어 있었다. 청나라군은 협곡 사이로 전선을 가로지르는 물살이 빠른 개울에도 의존할 수 있었다. 이것들은 방어를 위한 해자 역할을 했고, 프랑스군의 어떠한 공격도 늦출 수 있었다.

## 전투

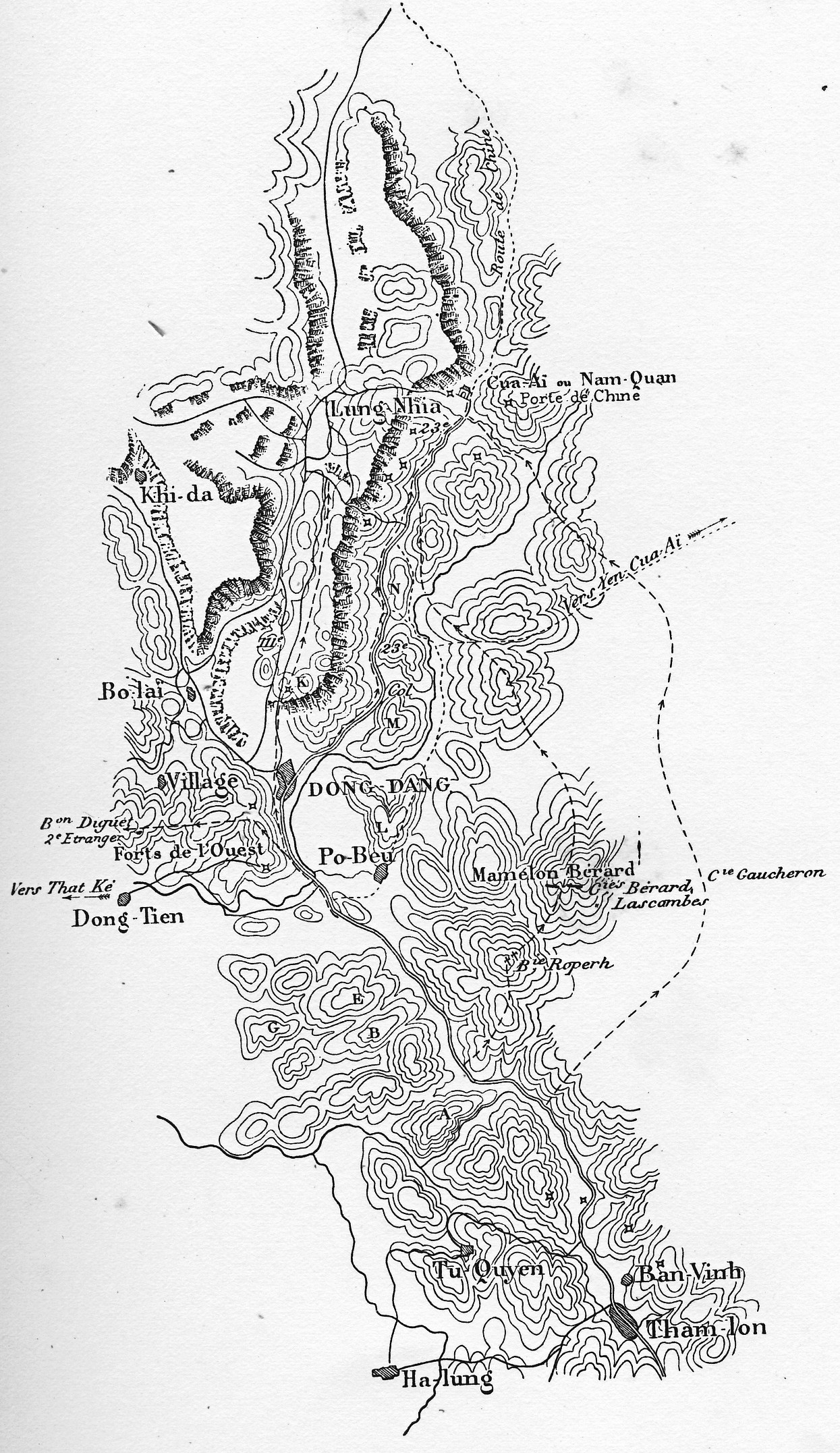
동당 전투의 지도, 1885년 2월 23일

프랑스의 공격 부대는 2월 23일 오전 8시에 랑선을 떠나 만다린 로드를 따라 동당 방향으로 갔다. 길은 가파른 산들을 갈라놓은 좁은 골짜기를 따라 실타래를 이루며 여러 작은 버려진 마을들을 지나갔다. 혹시 모를 청나라군 기습 공격을 방지하기 위해, 대대장 토노가 디구에의 외인부대 대대와 드 싹시의 포대, 베트남인 척후병과 기병대로 구성된 특별한 전위대를 동반하여 선봉을 섰다. 에르빈제가 나머지 보병과 로페의 포대를 데리고 뒤를 따랐다. 143대대는 당일 작전을 위해 개별 중대로 분할되었다. 한 중대는 본대와 함께 행진했고, 두 번째 중대는 후위대를 구성했으며, 나머지 두 중대는 두 포병대 포대를 호위했다.
오전 9시 30분, 프랑스 선봉대가 탐론 마을에 들어갔다. 그리고 근처 작은 마을 반빈 위로 비어있는 청나라 요새를 발견했다. 그 후 얼마 지나지 않아 청나라군 척후병에 의한 교전이 있었다. 그들은 동료들에게 프랑스군의 접근을 경고하기 위해 사격을 시작한 것이다. 그들의 사격은 위험한 수준은 아니었기 때문에, 프랑스군은 계속해서 압박을 가했고, 그들이 배치된 전열의 위치를 탐색했다. 토노는 드 싹시의 포대를 배치하여 필요하다면 엄호를 하게끔 했다. 그러나 청나라군은 퇴각하여 도로의 왼쪽 고지를 점령했다. 다른 부대가 그들에게 합류했고, 프랑스군 전열 선봉을 향해 사격을 시작했다.
프랑스군 선봉대는 이제 청나라군 척후병과 교전을 하기 위해 만다린 로드 양쪽에 있는 언덕에 배치되기 시작했다. 사격 소리에 매료된 드 네그리에는 프랑스 부대의 선두에 있는 토노 부대와 합류했다. 반빈 마을 북쪽으로 1km 떨어진 곳에는 높은 언덕이 있었는데 마치 청나라군들이 굳건한 동당 계곡을 잘 볼 수 있는 것처럼 보였다. 그 동당 계곡은 청나라군이 참호를 파고 있을 곳으로 추정되는 곳이었다. 이것은 프랑스군 포병대가 이용할 수 있는 최적의 위치인 것 같아 보였고, 드 네그리에는 그곳을 확보하기 위해 베라르의 외인부대 중대를 앞으로 보냈다. 청나라군 척후병들이 언덕을 점령하고 있었지만, 외인부대원들이 그들을 거의 힘들이지 않고 몰아냈다. 드 네그리에는 로페에게 베라르 마운드(Bérard Mound)라고 이름지은 언덕 꼭대기에 포대를 배치하라는 명령을 내리고 전령장교를 부대 본대로 돌려보냈다. 로페는 대포를 여단의 선봉대가 만다린 로드의 양쪽으로 펼쳐져 있는 베라르 마운드 정상까지 올리려고 애를 썼다. 게일 대위의 통킹 소총병들은 도로 오른쪽에 배치되어, 베라르의 중대와 연결되어 있었다. 반면, 디구에의 나머지 3개 대대는 왼쪽으로 배치되어 있었다.

### 청나라군의 방해 공격
토노의 선봉대는 여단 본대가 근접하여 그 자리에 배치할 충분한 공간을 확보했다. 드 네그리에는 부대의 절반을 왼쪽으로, 다른 절반은 오른쪽으로 보냈다. 디구에의 외인부대원과 게일의 통킹 소총병은 이제 프랑스군 전열의 중심을 잡고 있음을 발견했다. 드 네그리에는 포병이 자리를 잡을 수 있도록 베라르 마운드를 확보하기 위해 우익을 앞으로 보내기로 결정했다. 이제 좌익을 물리고 만다린 로드 위에 서로 받쳐주는 세 개의 사선진으로 여단을 대각선으로 배치했다. 그러나 언덕 투성이의 지형에서 이 배치는 필연적으로 진행 속도를 떨어뜨렸고, 정오쯤에 청나라군은 프랑스군이 준비되지 않은 상태이기를 바라면서 두 프랑스 측면을 포위하려고 했다.
드 네그리어가 물렸던 프랑스군 좌익에 대한 청나라군의 공격은 성공할 가망이 거의 없었다. 프랑스군 좌익은 만다린 로드의 남서쪽 배후와 디구에의 외인부대원들의 왼쪽에 있는 언덕을 점령하고 있었던 23대대가 떠받히고 있었다. 서부 요새에서 많은 인원을 징발한 청나라군은 23대대와 교전하기 위해 반빈을 향해 계곡을 올라가려 했다. 행진할 거리가 2km가 넘었고, 이 거리의 절반을 가기도 전에 프랑스군 대포와 만다린 로드의 왼쪽에 배치된 외인부대 3개 중대로부터 총격을 당했다. 공격이 성공하지 못할 것이 분명해지자, 청나라군은 퇴각했다. 23대대는 이 작전에서 총을 발사할 필요가 없었지만, 청나라군은 프랑스군 좌익을 상대로 더 이상의 어떤 시도도 하지 않았다.
반면, 로페의 포대와 호위대, 외인부대 중대가 점령한 베라르 마운드를 지키고 있는 프랑스군 우익에 대한 청나라군의 공격은 격렬하게 진행되었다. 청나라군 보병은 상당한 병력이 있었으며, 이때는 포병에 의해 적절한 지원을 받았다. 동당 뒤의 절벽 위 진지에서 로페의 포대와 교전하기 시작했다. 적의 포병들은 곧 포대를 찾아냈고, 독특하게도 청불 전쟁 중에 프랑스군은 잘 조준된 포격을 받았다. 청나라군 포격의 속도와 정확성에 당황한 로페는 포대는 위치를 바꿔야 했다. 드 네그리에는 베라르 마운드에 슈에프를 보내 자신의 외인부대 대대 소속의 라스꼼브와 고쉐롱의 중대로 수비진을 보강하게 했다. 그러자 라스꼼브와 베라르는 프랑스군 진지가 내려다 보이는 언덕에 반격을 하기 위해 병력을 이끌고 갔다. 베라르는 이 반격으로 가슴에 총상을 맞고, 중상을 입었다. 그러나 드 프로디 중위는 즉시 그의 중대의 지휘를 맡아 프랑스군을 이끌고 진격했다. 청나라군은 무질서하게 퇴각했다.

### 서부 요새 공격
프랑스군은 청나라의 측면 공격을 모두 물리쳤다. 그들은 이제 공세를 고려하고 있었다. 드 네그리에의 계획은 간단하고, 논리적인 3단계 작전이었다. 프랑스군은 석회암 대산괴에서 청나라군을 몰아내야 했다. 이 진지를 공격하기 위해서는 먼저 동당을 차지해야 했다. 사상자를 많이 내지 않고 동당을 공격하기 위해서는 서부 요새를 줄여서 방어력을 약화시켜야 했다. 따라서 첫 단계는 서부 요새를 점령하는 것이었다.
드 네그리에는 서부 요새에 대한 공격을 준비하고 청나라군 진지에 포격을 가했다. 드 싹시와 주르디의 포대는 먼저 석회암 대산괴에 배치된 청나라 대포를 오후 1시까지 완전히 침묵시켰다. 프랑스의 포대는 이후 청나라 국경으로 돌아가는 만다린 로드 동쪽 언덕의 청나라 요새로 주의를 돌렸다. 지금까지 드 네그리에 전열 오른쪽에 있던 프랑스군 보병대는 전진할 조짐을 보이지 않았으며, 청나라 수비병들은 굳이 포격을 감행할 이유가 없었다. 프랑스 대포에 대응하지 못했기 때문에 청나라군은 전방 경사면에 있던 참호를 철수시키고, 후방 경사면에 있는 더 안전한 곳으로 대피했다. 마침내, 프랑스군 대포는 서부 요새 주변의 청나라 진지를 휩쓸었다.
오후 3시 직전, 그는 청나라군이 충분히 사기가 떨어졌다고 판단되자 드 네그리에는 에르빈제에게 111대대와 가장 가까운 디구에와 슈에프의 외인부대 5개 대대와 함께 서부 요새를 점령하도록 명령했다. 이 공격은 게일의 통킹 소총병에 의해 엄호받을 예정이었다. 청나라군은 프랑스군 전진에 맞서서 요새를 지키려 들지 않았다. 청나라군 우익 대대는 요새를 포기하고 탓케로 향하는 길을 따라 퇴각하기 시작했다. 에르빈제는 디구에의 병사들에게 후퇴하는 청나라군을 거리를 두면서 추격하고, 길을 차단할 수 있는 요새를 설치하라고 명령했다. 그런 다음 에르빈제는 드 네그리에의 다음 계획인 동당을 공격하기 위해 나머지 부대를 재편성했다.

### 111대대 동당 점령
도시 남쪽에 있는 대부분의 집들은 프랑스군 대포 포격으로 인해 불탔으며, 현재 그 진지에는 소수의 청나라 척후병들만 지키고 있었다. 에르빈제는 도시에 대한 주요 공격은 111대대가 해야 하며, 통킹 소총병과 쇼에프 외인부대 대대의 브루네와 미쉘의 중대의 보조를 받아야 한다고 결정했다. 111대대는 석회암 대산괴 정상 양쪽에서 퍼붓는 총격 속에서 1km의 개활지를 가로질러 전진해야 했다. 뿐만 아니라 동당에 있는 청나라군 척후병 무리에게서도 총격을 받아야 했다. 프랑스군 징집병들은 빠른 걸음으로 앞으로 나아가 결국 마을 외곽에서 200미터 떨어진 동당 개울에 이르렀다. 여기서 그들은 망설였다. 병사들은 적의 총격에 쓰러지기 시작했다. 중대 장교들은 모범을 보이기 위해 개울로 뛰어들어, 허리 높이의 물길을 뚫고 반대쪽으로 건너갔다. 일단 마른 땅으로 나온 후, 군인들은 오직 한 가지 생각만을 했다. 즉, 동당의 대피소에 도달하여 석회암 대산괴에서 쏟아지는 총격으로부터 탈출하는 것이었다. 완전히 무질서하게, 최대한 빨리 거리를 좁히기 위해 전속력으로 달리면서 111 대대의 젊은 병사들은 활활 타오르는 마을로 마구 돌진했다. 놀란 중대 장교들은 이 즉흥적인 돌진 앞에 칼을 머리 위로 흔들며 그들의 부하들에게 더 힘을 내서 돌진하라고 촉구하며 달려갔다. 이 급격한 공격 속도와 분노는 청나라의 척후병을 놀라게 했다. 그들은 동당을 철수하려 했지만, 프랑스군의 속도에 대처하지 못했다. 111대대 병사들은 길거리나 집 안쪽에 있는 뒤처진 사람들을 가두어 놓고 몽둥이로 치거나 총칼로 찔러 죽였다. 그 후 111 대대는 석회암 대석괴에 청나라군이 잘 엄호하고 있었던 동당 안에서 재집결했다.

### 석회암 대산괴 공격

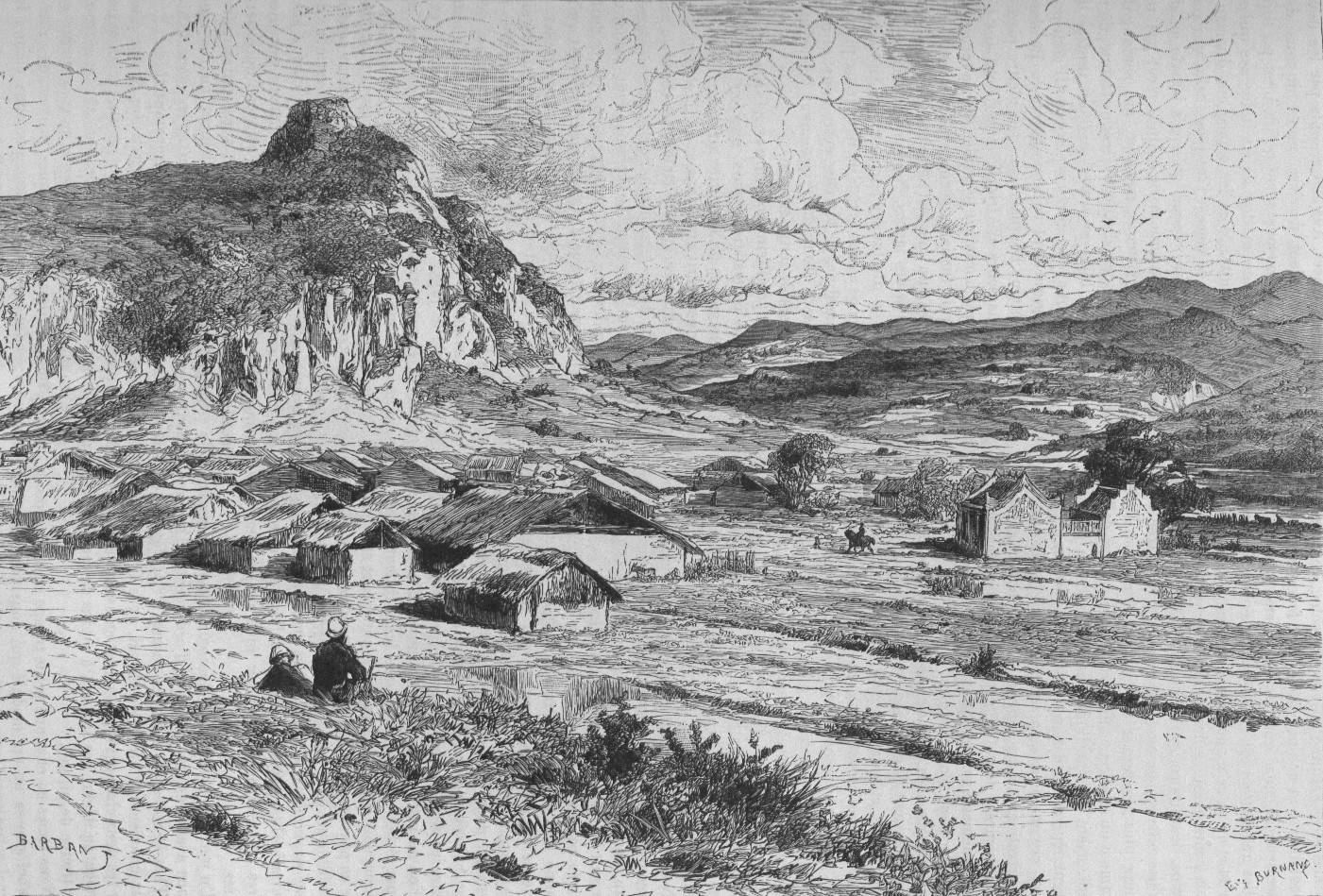
동당의 정경과 북쪽의 석회암 대석괴, 1885년 10월

지금까지 전투를 제대로 보지 못한 23대대는 프랑스군 좌익의 위치에서 공격에 무게를 더하기 위해 앞으로 나갔다. 그 후 에르빈제는 2개 대대를 이끌고 대석괴 서쪽 경사면을 향해 전진했다. 쇼에프의 외인부대 2개 중대가 뒤따라 가며 계속 지원했다. 게일의 통킹 소총병은 111대대와 함께 동당에 돌입했고, 에르빈제는 프랑스군이 청나라 전열의 핵심 지점을 공격할 때 동당을 확보하라고 명령했다.
111대대가 동당에서 물러나자, 대산괴 정상에서 집중 포화가 쏟아졌다. 다시 대대가 최대한 빨리 비탈길을 기어오르자 병사들이 쓰러지기 시작했다. 포르는 대대의 4개 중대에 교전을 하도록 배치했으며, 3개 중대를 위로 올리고, 1개 중대를 지원하게 했다. 청나라 진지에서 가장 가까운 오른쪽에 있는 전위 중대는 사상자 수가 가장 많았으며, 2연대 에밀 포르티에 중위는 전진 도중 사망했다. 그런 사상자에도 불구하고 111대대는 경사를 올라가며 압박 공격을 가했다. 드 콜롬 중위는 중대와 함께 가장 큰 청나라 참호를 점령했지만, 저항은 더 거세졌고, 대대 전체가 점령하기 전에 청나라군 주둔지에서 내동댕이쳐야만 했다.
청나라군 우익이 탓께 쪽으로 돌아오면서, 프랑스군은 석회암 대산괴 정상에서 여전히 버티고 있는 청나라군을 물리치기 시작했다. 111대대와 외인부대 2개 지원 중대는 남쪽 끝에서 이미 정상에 도달했으며, 이제 동쪽 끝을 따라 이동하면서 만다린 로드의 유리한 지점에서 적을 제거했다. 소규모의 청나라군은 몇 개의 고립된 바위에 달라붙었지만, 곧 프랑스 보병들에 의해 이러한 위치에서 이탈하게 되었다.

### 작전 마무리

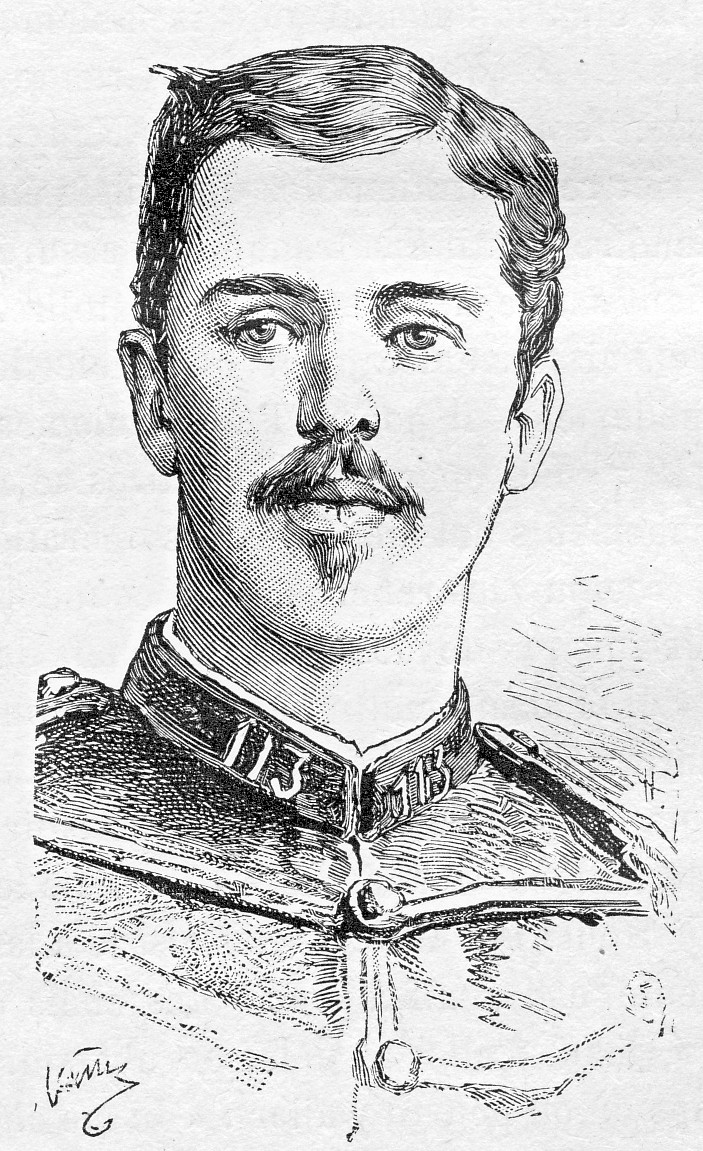
동당에서 중상을 입은 에밀 포르티에 소위, 1885년 2월 23일

동당의 북동쪽에 언덕만을 차지하고 있는 강력한 적군을 처리하는 것만 남아 있었다. 그러나 이들이 청나라 국경으로 이어지는 계곡 입구를 내려다보고 있어 프랑스군이 만다린 로드로 진출하는 것을 막았다. 게일(Geil)은 통킹 소총병을 동당에서 앞쪽으로 인도하여 청나라군을 전면에 묶어두었다. 드 싹시(de Saxcé)의 포병대는 포부(Pho Bu) 바로 북쪽에 있는 언덕을 차지했고, 거기서 가까운 사거리에서 교전을 할 수 있었다. 그리고 라스꼼브(Lascombes)와 드 페로디(de Féraudy)의 외인부대 중대는 그들의 측면을 돌아가기 시작했다. 진지가 곧 견뎌내지 못하게 될 것이라는 것을 깨달았기 때문에, 청나라군은 어쩔 수 없이 퇴각했다.

드 네그리에는 디구에 대대의 두 최전방 2개 중대에게는 탓케(That Ke)로 가는 길을 따라 자리를 지키라고 명령하고, 111대대에게는 석회암 대석괴를 확보하라고 명령했다. 그리고 나머지 여단에게는 끄어아이(Cua Ai) 마을과 청나라 관문을 폐쇄하게 했다. 청나라 관문에 가장 먼더 도착한 부대는 슈에프 대대의 브루네(Brunet)와 미쉘(Michel) 중대로, 석회암 대산괴 정상에 111대대만 남겨두고 평원으로 내려온 것이다. 성문은 두 개의 측면 요새로 보호를 받았고, 참호 역시 인근 언덕의 비탈을 따라 파여져 있었다. 그러나 이들 방어선을 점령한 청나라군은 전투 중에 동당 주변에서 전우들과 합류하기 위해 전진배치 되어 있었다. 전열이 돌파되면서 프랑스군이 청나라군을 바싹 뒤쫓아 이 자리에 집결할 수 없게 된 것이다. 그 결과, 외인부대원들이 청나라 관문을 점령했고, 아무런 저항도 받지 않고 국경을 넘어 청나라 땅으로 진출했다. 나머지 여단병력은 점진적으로 끄어아이에 집결했다. 만다린 로드 동쪽 언덕에 있던 라스꼼브와 드 페로디의 중대가 동당 계곡으로 내려와 슈에프의 부하를 바로 뒤따라 청나라 관문에 도달한 것이다. 오른쪽 끝에서 슈에프는 오후 내내 측면 방어를 맡은 고쉐롱(Gaucheron) 중대를 끌어들였다. 마지막으로, 게일의 통킹 소총병 부대와 23대대가 길을 따라왔다. 해질 무렵, 2여단 대부분이 청나라 관문에 집결했다.
동당에서 청나라가 패배한 중요한 요인은 사령관 반정신이 프랑스 공격에 대응하기 위해 군대를 집결하지 못한 것이었다. 풍자재가 지휘하는 상당한 규모의 새로운 부대가 동당의 동쪽에서 수 킬로미터에 이르는 국경을 담당하기 위해 남겨졌으며 전투에는 아예 참가하지도 못했다.

## 결과 및 영향
동당의 교전에서 프랑스군은 9명이 사망하고 46명이 부상을 입는 비교적 가벼운 사상자를 기록했다.
청나라 사상자는 훨씬 더 많았으며, 청나라 장군 3명이 포함되었다. 반정신과 동리고(董履高)가 부상을 당했고, 동리고는 중상을 입었으며, 양옥과(楊玉科)가 사망했다.
통킹 영토에서 청나라군을 쫓아낸 후 프랑스군은 광서 지방으로 잠깐 넘어갔다. 프랑스군이 청나라 땅으로 넘어왔다는 소식은 룽저우(龍州)와 베트남 국경 근처의 다른 지방 도시에서 공황을 일으켰다. 많은 청나라 민간인들이 고향을 떠나 서강을 타고 도망쳐 침략자들로부터 피난처를 찾았다.
2월 25일, 프랑스는 진남관의 통킹-광서 국경에 정교한 청나라식 건물인 ‘청나라 관문’을 날려 버렸다. 드 네그리에는 청나라 국경의 폐허에 한자로 나무로 된 간판을 세웠다. “청나라는 국경을 지키는 것은 돌담이 아니라, 성실한 조약 이행”이라는 문구가 한자로 새겨져 있었다. 이 메시지는 1884년 6월 박레 매복에 대한 암시로, 프랑스군은 1884년 5월 11일 프랑스와 청나라 사이에 서명된 톈진 협약의 조건을 청나라군이 심각하게 위반한 사실을 지적했다.
2여단은 청나라 본토로 진출할 만큼 충분히 강하지 못했다. 2월 말, 드 네그리에는 여단 대부분을 데리고 랑선으로 돌아왔다. 에르빈제 중령의 지휘 하에 소규모 프랑스 수비대가 광서군의 움직임을 감시하기 위해 동당에 남겨졌다.
3주 후 청나라는 동당 주둔지를 공격하여 진남관 전투(1885년 3월 24일)에서 프랑스를 패퇴시킴으로써 청불 전쟁의 종결로 이어지는 일련의 정세에서 유리한 고지를 차지할 수 있게 되었다.

## 같이 보기
- 프랑스 식민제국
- 쥘 페리

## 참고자료
- Armengaud, J. L., Lang-Son: journal des opérations qui ont précédé et suivi la prise de cette citadel (Paris, 1901)
- Bonifacy, A propos d’une collection des peintures chinoises représentant diverse épisodes de la guerre franco-chinoise de 1884-1885 (Hanoi, 1931)
- Dreyfus, G, Lettres du Tonkin, 1884-6 (Paris, 1888)
- Grisot and Coulombon, La légion étrangère de 1831 à 1887 (Paris, 1888)
- Harmant, J., La verité sur la retraite de Lang-Son (Paris, 1892)
- Hocquard, C., Une campagne au Tonkin (Paris, 1892)
- Lecomte, J., Lang-Son: combats, retraite et négociations (Paris, 1895)
- Lung Chang [龍章], Yueh-nan yu Chung-fa chan-cheng [越南與中法戰爭, Vietnam and the Sino-French War] (Taipei, 1993)
- Maury, A., Mes campagnes au Tong-King (Lyons, undated)
- Normand, R., Lettres du Tonkin (Paris, 1886)
- Thomazi, Histoire militaire de l’Indochine française (Hanoi, 1931)
- Thomazi, A., La conquête de l'Indochine (Paris, 1934)